# Cosmos 1408
Il Cosmos 1408 (talvolta scritto come "Kosmos") è stato un satellite ELINT, ossia utilizzato per spionaggio di segnali elettronici, messo in orbita il 16 settembre 1982 da parte dell'Unione Sovietica in sostituzione del Cosmos 1378.
Dopo aver terminato la sua operatività negli anni 1980 (la durata prevista del suo utilizzo era di 6 mesi), il satellite è stato distrutto il 15 novembre 2021 durante il test di un'arma antisatellite per il quale è stato utilizzato come bersaglio. Risultato di tale test, condotto con successo, è stata la creazione di oltre 1 500 detriti spaziali che, rimasti in orbita, hanno rischiato la collisione con la Stazione spaziale internazionale (ISS).

## Lancio

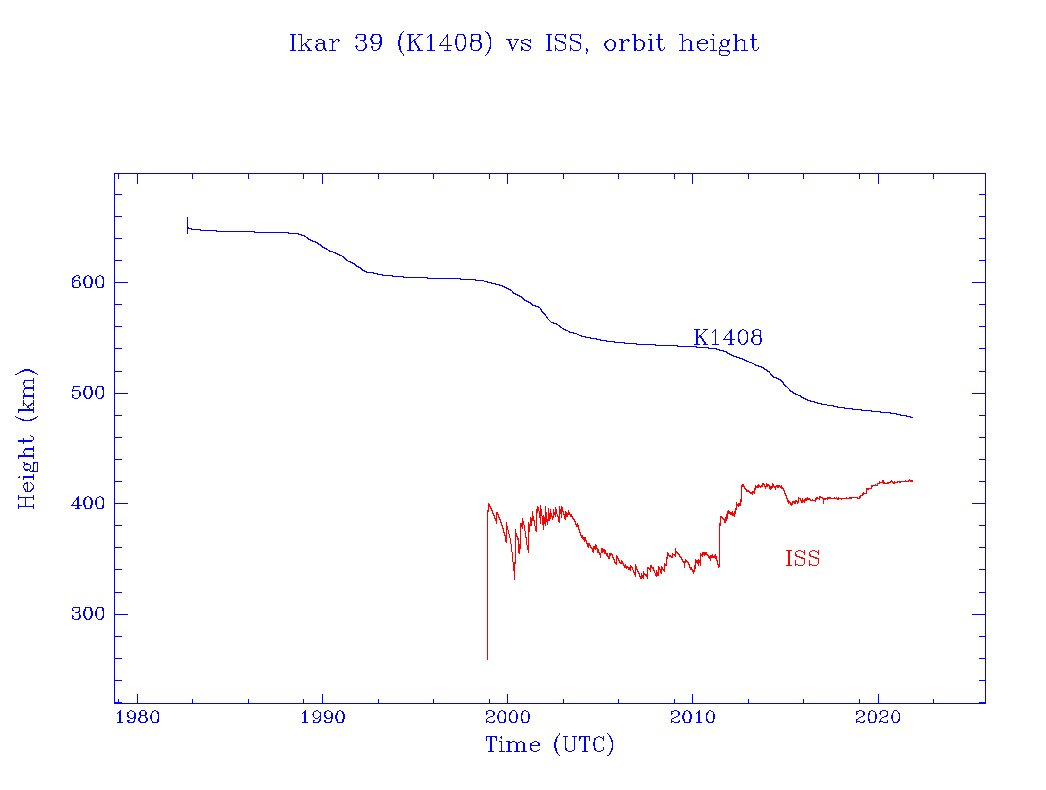
Il decadimento orbitale del Cosmos 1408 a partire dal 1980, paragonato con quello della ISS.

Il satellite è stato lanciato il 16 settembre 1982 dal cosmodromo di Plesetsk utilizzando un razzo vettore Cyklon-3 decollato dal sito di lancio 32/2 alle 5:02 UTC del mattino. Il Cosmos 1408 fu immesso in un'orbita geocentrica bassa come parte del sistema Tselina, un sistema doppio di satelliti artificiali ELINT sviluppato in Unione Sovietica a partire dagli anni 1960. Realizzato sulla base della piattaforma satellitare Tselina-D, il satellite aveva una massa di circa 2200 kg e la durata prevista della sua operatività era di 6 mesi. Nonostante quest'ultimo dato, il Cosmos 1408 rimase operativo per circa 2 anni. Al termine delle operazioni, essendo privo di sistemi di propulsione, il satellite non poté effettuare manovre per un rientro atmosferico e la sua orbita iniziò quindi a decadere naturalmente.

## Distruzione

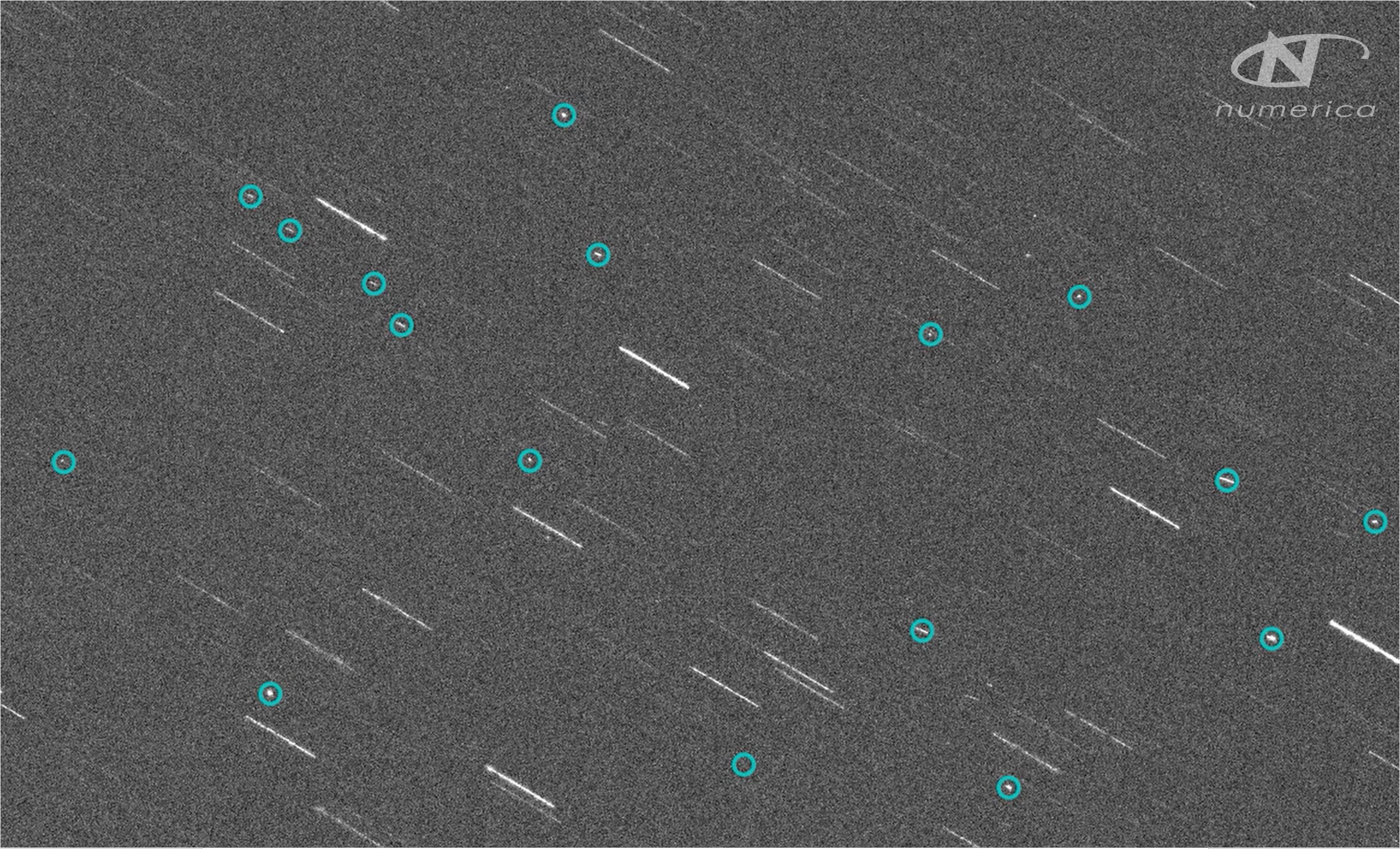
Detriti del Cosmos 1408 ripresi da un telescopio poco dopo l'impatto.

Il 15 novembre 2021, è stata rilevata la presenza di un flusso di detriti spaziali che minacciava la Stazione Spaziale Internazionale (ISS), al cui equipaggio era stato dato ordine di trasferirsi nelle capsule ormeggiate alla ISS che, in caso di emergenza, avrebbero potuto fungere da capsule di salvataggio (Pëtr Dubrov, Anton Škaplerov e Mark Vande Hei sono entrati nella capsula della missione Sojuz MS-19, mentre l'equipaggio di Crew-3 è salito a bordo della capsula Dragon). La nube di detriti intersecava l'orbita della ISS ogni 93 minuti e gli astronauti sono stati mantenuti nelle capsule solo per il secondo e il terzo passaggio della nube, frattanto che non si fosse resa più precisa la valutazione del rischio d'impatto.
In seguito, sulla base dei parametri orbitali di Cosmos 1408 e della ISS, Jonathan McDowell ha identificato nel satellite russo la fonte dei detriti. Il Dipartimento di Stato degli Stati Uniti d'America ha poi confermato l'avvenuta disintegrazione del Cosmos 1408 come risultato del test di un'arma antisatellite russa. L'evento ha generato oltre 1 500 detriti rilevabili da terra e verosimilmente diverse migliaia non rilevabili, che, si prevede, rimarranno in orbita per diversi anni, o forse decenni. Da parte sua, Roscomos ha dichiarato che i detriti sono lontani dalla stazione spaziale e, senza fare riferimento all'accaduto, l'agenzia spaziale russa ha successivamente pubblicato un comunicato per sottolineare che la sicurezza degli astronauti rimane una sua priorità assoluta. Il 16 novembre 2021, il ministro della difesa russo Sergej Kužugetovič Šojgu ha definitivamente confermato la distruzione del satellite e il test missilistico russo, svolto, si pensa, per testare le potenzialità antisatellite del missile S-500.
Subito dopo l'evento LeoLabs, una società di tracciamento di detriti spaziali privata, ha stimato l'esistenza di circa 1 500 frammenti, rilevandone concretamente circa 300. Essendo la stima inferiore al previsto tenendo conto degli esiti di altri test anti-satellite avvenuti nel passato, si suppone che i detriti abbiano masse più elevate e che quindi permarranno in orbita a lungo, potenzialmente per decenni.